# Cooranbong (votka)
Cooranbong votka je žestoko alkoholno piće koje se proizvodi u Australiji. Proizvodi se deseterostrukom destilacijom grožđa sorti Shiraz, Cabernet Sauvignon i Merlot, isključivo iz doline Barossa, poznatog vinarskog kraja u Australiji. Iza ove votke stoji isti tim koji proizvodi i Boomerang votku. Ime je preuzela od gradića u kojem se nalazi destilerija, a ime u prevodu s jezika Aboridžina znači voda na stijenama. Agresivnom promocijom ova votka je postala vrlo poznata i mnogo prodavata širom svijeta, pogotovo na tržištu Sjedinjenjh Američkih Država. 

## Nagrade
U 2008. godini na natjecanju Internation Wine and Spirits Competition u Londonu, CooranBong votka je osvojila srebrnu medalju za izuzetan okus.